# Shidafu shishi wuguan
Das Shidafu shishi wuguan (chinesisch 士大夫食時五觀 / 士大夫食时五观, Pinyin Shìdàfū shíshí wǔguān – „Fünf Betrachtungen zum Speisen von Beamtengelehrten“) wurde von dem Dichter und Kalligrafen Huang Tingjian (chinesisch 黃庭堅 / 黄庭坚, Pinyin Huáng Tíngjiān) (1045–1105) in der Zeit der Nördlichen Song-Dynastie verfasst. Es wird auch kurz Shishi wuguan (chinesisch 食時五觀 / 食时五观, Pinyin Shíshí wǔguān – „Fünf Betrachtungen zum Speisen“) genannt. Die kurze Schrift hat fünf Abschnitte.
Die kurze Schrift ist eine Miniaturphilosophie des Essens, ein „kurzes Manifest für ein zurückhaltendes und geregeltes Leben“ (Sabban) bzw. moderner formuliert: die Beantwortung imaginärer FAQ über die richtige Einstellung zum Essen von einer Person, die sich nach dem Tod zweier jung verstorbener Ehefrauen dem Buddhismus zugewandt hatte. Im Jahr 1084 hatte er mit einem Gelübde dem Wein, dem Fleisch und der Frauen entsagt.
Das Werk ist eine wichtige Quelle zur Geschichte der chinesischen Ess- und Trinkkultur.

## Kalligraf und Dichter
Huang Tingjian war in der chinesischen Kalligrafie einer der Vier Meister der Song-Zeit (Song si jia Sòng sì jiā 宋四家), als Dichter wird er dem Su Shi (1037–1101) an die Seite gestellt, wie aus dem Namenspaar Su-Huang (苏黄) hervorgeht. Die Buchreihe Sibu congkan reproduziert unter dem Titel Yuzhang Huang xiansheng ji einen songzeitlichen Druck einer Auswahl seiner Werke.

## Abschnittsüberschriften
- Mühen und Herkunft abwägen. (计功多少，量彼来处。)
- Über die eigene moralische Integrität nachdenken und alles Dargebrachte dankbar empfangen (忖己德行，全缺应供。)
- Es sich zur Devise machen, seine aufrechte Gesinnung zu bewahren und sich von Gier und anderen Untugenden fernzuhalten. (防心离过，贪等为宗。)
- Mit guter Medizin richtig umgehen, um die Leiden zu behandeln. (正事良药，为疗形苦。)
- Speisen zu sich nehmen, um den Weg (das Dao) zu vollenden. (为成道业，故受此食。)[4]

## Erster Abschnitt (Übersetzung)
„Wenn man nun an das Essen denkt, wie viel Arbeit hineingesteckt wurde, angefangen beim Urbarmachen und Kultivieren von Brachland, über das Einbringen der Ernte, das Mahlen der Körner, Aussortieren und Kochen, bis es gegessen werden kann. Ganz zu schweigen vom Schlachten von Tieren der Gaumenfreuden wegen, die Nahrungsmittel einer Person erfordern die Arbeit von zehn Personen. Die es sich erlauben können, zu Hause zu bleiben, ohne für ihren Lebensunterhalt arbeiten zu müssen, erschöpfen nur die Vorräte, die durch die Mühen ihrer Vorfahren erworben wurden. Und wir Regierungsbeamte sind die privilegierten Wenigen, die vom Schweiß und Blut des gemeinen Volkes leben. Darüber sollte man besser schweigen.“

## Falsche Katalogisierung
In alten Buchkatalogen ist es auch aufgeführt, aber es ist unter „Pulu“ (谱录 Auflistung von Rezepten) oder „Shipu“ (食谱 Rezeptsammlungen) klassifiziert. Doch dieses Buch berichtet nicht über die Kochkunst, sondern bringt „Lehrsätze bezüglich des Trinkens und Essens“ vor. Deshalb heißt es: „Ungefähr nach der buddhistischen Lehre verfasste ich Fünf Betrachtungen über die Speisen der Gelehrten und Edlen […]“

## Alte Drucke und neue Ausgaben
Das Werk ist in den alten Bücherreihen Yimen guangdu, Shuofu (说郛 /in Kap. 95), Umfassende Sammlung von Congshu enthalten, ein moderner Druck ist der der japanischen Büchersammlung Chugoku shokkei sosho. Unter dem Kurztitel Shishi wuguan ist eine mit Anmerkungen versehene Ausgabe von Tang Gen in dem Band Wushi Zhongkuilu der Bücherreihe Zhongguo pengren guji congkan enthalten (Peking, 1987).

## Übersetzung
Die kurze Schrift ist in Gwinner (1988, S. 62–64) übersetzt.